# Asticta lutosa
Asticta lutosa är en fjärilsart som beskrevs av W. Warren 1913. Asticta lutosa ingår i släktet Asticta och familjen nattflyn. Inga underarter finns listade i Catalogue of Life.